# Lijst van voetbalinterlands Congo-Kinshasa - Tanzania
Deze lijst van voetbalinterlands is een overzicht van alle officiële voetbalwedstrijden tussen de nationale teams van Congo-Kinshasa (dat van 1971 tot 1997 Zaïre heette) en Tanzania. De Afrikaanse buurlanden hebben tot op heden veertien keer tegen elkaar gespeeld. De eerste ontmoeting, een kwalificatiewedstrijd voor de Afrika Cup 1992, werd gespeeld in Kinshasa op 19 augustus 1990. Het laatste duel, een kwalificatiewedstrijd voor de Afrika Cup 2025, werd gespeeld in Dar es Salaam op 15 oktober 2024.

## Wedstrijden
| №  | Plaats        | Datum            | Competitie                   | Wedstrijd                 | Uitslag |
| -- | ------------- | ---------------- | ---------------------------- | ------------------------- | ------- |
| 1  | Kinshasa      | 19 augustus 1990 | Afrika Cup 1992 kwalificatie | Zaïre − Tanzania          | 2 − 0   |
| 2  | Dar es Salaam | 27 april 1991    | Afrika Cup 1992 kwalificatie | Tanzania − Zaïre          | 1 − 0   |
| 3  | Dar es Salaam | 26 januari 1997  | Afrika Cup 1998 kwalificatie | Tanzania − Zaïre          | 1 − 2   |
| 4  | Kinshasa      | 13 juli 1997     | Afrika Cup 1998 kwalificatie | Congo-Kinshasa − Tanzania | 1 − 1   |
| 5  | Arusha        | 24 oktober 2001  | Vriendschappelijk            | Tanzania − Congo-Kinshasa | 2 − 2   |
| 6  | Dar es Salaam | 9 december 2006  | Vriendschappelijk            | Tanzania − Congo-Kinshasa | 2 − 0   |
| 7  | Dar es Salaam | 9 mei 2009       | Vriendschappelijk            | Tanzania − Congo-Kinshasa | 0 − 2   |
| 8  | Dar es Salaam | 23 februari 2012 | Vriendschappelijk            | Tanzania − Congo-Kinshasa | 0 − 0   |
| 9  | Dar es Salaam | 26 maart 2018    | Vriendschappelijk            | Tanzania − Congo-Kinshasa | 2 − 0   |
| 10 | Lubumbashi    | 2 september 2021 | WK 2022 kwalificatie         | Congo-Kinshasa − Tanzania | 1 − 1   |
| 11 | Dar es Salaam | 11 november 2021 | WK 2022 kwalificatie         | Tanzania − Congo-Kinshasa | 0 − 3   |
| 12 | Korhogo       | 24 januari 2024  | Afrika Cup 2023              | Tanzania − Congo-Kinshasa | 0 − 0   |
| 13 | Kinshasa      | 10 oktober 2024  | Afrika Cup 2025 kwalificatie | Congo-Kinshasa − Tanzania | 1 − 0   |
| 14 | Dar es Salaam | 15 oktober 2024  | Afrika Cup 2025 kwalificatie | Tanzania − Congo-Kinshasa | 0 − 2   |

## Samenvatting
| Competitie              | Totaal gespeeld | Winst Congo-Kinshasa | Gelijk | Winst Tanzania | Doelsaldo Congo-Kinshasa – Tanzania |
| ----------------------- | --------------- | -------------------- | ------ | -------------- | ----------------------------------- |
| WK-kwalificatie         | 2               | 1                    | 1      | 0              | 4 − 1                               |
| Afrika Cup              | 1               | 0                    | 1      | 0              | 0 − 0                               |
| Afrika Cup-kwalificatie | 6               | 4                    | 1      | 1              | 8 − 3                               |
| Vriendschappelijk       | 5               | 1                    | 2      | 2              | 4 − 6                               |
| Totaal                  | 14              | 6                    | 5      | 3              | 16 − 10                             |

Wedstrijden bepaald door strafschoppen worden, in lijn met de FIFA, als een gelijkspel gerekend.
FECOFA · Bondscoaches · Selecties · A-internationals · Vrouwenelftal van Congo-Kinshasa
1960 – 1969 ·
1970 – 1979 ·
1980 – 1989 ·
1990 – 1999 ·
2000 – 2009 ·
2010 – 2019 ·
2020 – 2029
AC 1965 ·
AC 1968 ·
AC 1970 ·
AC 1972 ·
AC 1974 ·
WK 1974 ·
AC 1976 ·
AC 1988 ·
AC 1992 ·
AC 1994 ·
AC 1996 ·
AC 1998 ·
AC 2000 ·
AC 2002 ·
AC 2004 ·
AC 2006 ·
AC 2013
1963 ·
1964 · 
1965 ·
1966 · 
1967 ·
1968 · 
1969 ·
1970 · 
1971 ·
1972 · 
1973 ·
1974 · 
1975 · 
1976 ·
1977 · 
1978 ·
1979 ·
1979 · 
1980 ·
1980 · 
1981 ·
1982 ·
1983 ·
1984 · 
1985 ·
1986 · 
1987 ·
1988 · 
1989 ·
1990 · 
1991 ·
1992 · 
1993 ·
1994 · 
1995 ·
1996 · 
1997 ·
1998 · 
1999 ·
2000 · 
2001 ·
2002 · 
2003 ·
2004 · 
2005 · 
2006 ·
2007 · 
2008 ·
2009 · 
2010 · 
2011 ·
2012 · 
2013 · 
2014 ·
2015 ·
2016 ·
2017 ·
2018 ·
2019 ·
2020 ·
2021 ·
2022 ·
2023
Algerije ·
Angola ·
Bahrein ·
Benin ·
Botswana ·
Brazilië ·
Burkina Faso ·
Burundi ·
Centraal-Afrikaanse Republiek ·
China ·
Congo-Brazzaville ·
Djibouti ·
Egypte ·
Equatoriaal-Guinea ·
Ethiopië ·
Gabon ·
Gambia ·
Ghana ·
Guinee ·
Irak ·
Ivoorkust ·
Joegoslavië ·
Kaapverdië ·
Kameroen ·
Kenia ·
Lesotho ·
Liberia ·
Libië ·
Madagaskar ·
Malawi ·
Mali ·
Marokko ·
Mauritanië ·
Mauritius ·
Mexico ·
Mozambique ·
Namibië ·
Nieuw-Zeeland ·
Niger ·
Nigeria ·
Oeganda ·
Oman ·
Qatar ·
Roemenië ·
Rwanda ·
Saoedi-Arabië ·
Schotland ·
Senegal ·
Seychellen ·
Sierra Leone ·
Soedan ·
Swaziland ·
Tanzania ·
Togo ·
Tsjaad ·
Tunesië ·
Zambia ·
Zimbabwe ·
Zuid-Afrika ·
Zuid-Soedan
FAT · A-internationals · Olympische elftal · Vrouwenelftal
Algerije ·
Angola ·
Benin ·
Botswana ·
Brazilië ·
Bulgarije ·
Burkina Faso ·
Burundi ·
Centraal-Afrikaanse Republiek ·
China ·
Congo-Brazzaville ·
Congo-Kinshasa ·
Djibouti ·
Egypte ·
Equatoriaal-Guinea ·
Eritrea ·
Ethiopië ·
Gabon ·
Gambia ·
Ghana ·
Guinee ·
Indonesië ·
Ivoorkust ·
Jemen ·
Kaapverdië ·
Kameroen ·
Kenia ·
Lesotho ·
Liberia ·
Libië ·
Madagaskar ·
Malawi ·
Marokko ·
Mauritanië ·
Mauritius ·
Mongolië ·
Mozambique ·
Namibië ·
Nieuw-Zeeland ·
Niger ·
Nigeria ·
Oeganda ·
Palestina ·
Rwanda ·
Saoedi-Arabië ·
Senegal ·
Seychellen ·
Soedan ·
Somalië ·
Swaziland ·
Togo ·
Tsjaad ·
Tunesië ·
Zambia ·
Zimbabwe ·
Zuid-Afrika